# Levente Szuper
Levente Szuper (Budapest, 11 giugno 1980) è un ex hockeista su ghiaccio ungherese, di ruolo portiere.

## Carriera
Szuper giocò in diversi campionati europei: in patria con il Ferencvárosi TC, con cui è cresciuto, con il Dunaújváros AC e con l'Alba Volan, squadra ungherese che tuttavia disputa la EBEL, il massimo campionato austriaco; nella Deutsche Eishockey-Liga vestì le maglie dell'EV Duisburg e degli Hannover Scorpions (oltre ad aver giocato per un anno nelle giovanili dei Krefeld Pinguine); nell'Elitserien svedese giocò due incontri con la maglia dei Malmö Redhawks; nella Serie A italiana giocò con l'Asiago Hockey AS e l'HCJ Milano Vipers.
Disputò anche alcune stagioni in Nord America: nella lega giovanile canadese Ontario Hockey League indossò per due stagioni la casacca degli Ottawa 67's; giocò poi in alcuni campionati professionistici minori: in AHL con i Saint John Flames ed i Worcester IceCats, in ECHL coi Peoria Rivermen e in CHL con gli Arizona Sundogs ed i Missouri Mavericks.
Dal gennaio 2012 giocò per i kazaki Arystan Temirtau per poi abbandonare l'attività a fine stagione.